# Rozkład Pascala
Rozkład Pascala (ujemny rozkład dwumianowy) – dyskretny rozkład prawdopodobieństwa opisujący m.in. liczbę sukcesów i porażek w niezależnych i posiadających równe prawdopodobieństwo sukcesu próbach Bernoulliego. Jest uogólnieniem rozkładu geometrycznego dla wielu prób.
Termin „ujemny rozkład dwumianowy” nie jest w pełni usystematyzowany. Może dotyczyć jednego z kilku wariantów funkcji opisujących te same zmienne losowe z subtelnymi różnicami w parametryzacji – liczby prób, albo sukcesów lub porażek (czasem liczonych bez ostatniego), przy określonej wartości jednej z tych zmiennych. Momenty i inne charakterystyki poszczególnych wersji rozkładu różnią o proste transformacje. Nazwa „rozkład Pascala” opisuje z reguły warianty dla wartości całkowitych, liczonych bez ostatniego zdarzenia.

## Wariant dla liczby sukcesów przedr{\displaystyle r}porażką
Rozważmy ciąg {\displaystyle X_{1},X_{2},\dots } niezależnych prób Bernoulliego z prawdopodobieństwem sukcesu równym {\displaystyle p.} Ustalmy liczbę {\displaystyle r.} Obserwujemy ten ciąg do momentu stwierdzenia {\displaystyle r}-tej porażki. Oznaczmy ten moment przez {\displaystyle T.} O zmiennej losowej {\displaystyle T-r} mówimy, że ma ujemny rozkład dwumianowy NB(r,p) z parametrami {\displaystyle r} oraz {\displaystyle p.}
Niech {\displaystyle X} ma rozkład NB(r,p). Wtedy {\displaystyle X=k} (gdzie {\displaystyle k=0,1,2,\dots }) jeśli w {\displaystyle r+k}-tym momencie zaszła porażka oraz w ciągu {\displaystyle X_{1},\dots ,X_{r+k-1}} zaszło {\displaystyle r-1} porażek. Zatem
{\displaystyle P(X=k)={\binom {r+k-1}{r-1}}(1-p)^{r-1}p^{(r+k-1)-(r-1)}(1-p),}
czyli
{\displaystyle P(X=k)={\binom {r+k-1}{r-1}}(1-p)^{r}p^{k}.}
Na rozkład ten można spojrzeć w następujący sposób: rozważamy ciąg niezależnych zmiennych {\displaystyle Y_{1},\dots ,Y_{r}} o rozkładzie geometrycznym z parametrem sukcesu {\displaystyle 1-p} odpowiadające obserwacji naszego ciągu po porażce {\displaystyle r-1} do porażki {\displaystyle r} włącznie. Niech {\displaystyle Y=Y_{1}+\ldots +Y_{r}.} Wtedy zmienna losowa {\displaystyle X=Y-r,} zliczająca jedynie liczbę sukcesów, ma rozkład ujemny dwumianowy z parametrami {\displaystyle r} oraz {\displaystyle p.} Z tego otrzymujemy natychmiast wzór na wartość oczekiwaną zmiennej losowej o tym rozkładzie
{\displaystyle E(X)=r\cdot {\frac {1}{1-p}}-r={\frac {rp}{1-p}}.}
W podobny sposób można wyprowadzić wzór na wariancję.
Dla porównania, w trochę innej definicji ujemnego rozkładu dwumianowego, porażkę zastępuje się sukcesem oraz nie odejmuje się parametru {\displaystyle r} od momentu zajścia {\displaystyle r}-tego sukcesu. Otrzymujemy wtedy zmienną losową {\displaystyle X} o następujący rozkładzie
{\displaystyle P(X=k)={\binom {k-1}{r-1}}p^{r}(1-p)^{k-r},\quad k\geqslant r.}
Zmienna ta jest sumą r niezależnych zmiennych o rozkładzie geometrycznym z parametrem sukcesu {\displaystyle p.}

## Inne warianty
Rozkład był prezentowany w literaturze na kilka różnych sposobów, z subtelnymi zmianami parametryzacji. Różnice w notacji dotyczą m.in. stosowania równoważności pomiędzy liczbą prób {\displaystyle n,} sukcesów {\displaystyle k} i porażek {\displaystyle r,} np. {\displaystyle n=k+r,} tego, czy nośnik zaczyna się od 0 czy 1, oraz z możliwości przedstawienia wzoru z użyciem różnych form symbolu Newtona, także z wykorzystaniem tożsamości kombinacji dopełniających:
{\displaystyle {n \choose k}={\frac {n!}{k!(n-k)!}}={n \choose n-k}.}
Poniższa tabela przedstawia niektóre spotykane formy rozkładu.
| {\displaystyle X} zlicza:                                                                               | Nośnik i funkcja rozkładu prawdopodobieństwa                                          | Wzór                                                                          |
| --- | ------------------------------------------------------------------------------------- | ----------------------------------------------------------------------------- |
| {\displaystyle k} sukcesów, przy danych {\displaystyle r} porażkach                                     | dla {\displaystyle k\in \{0,1,2,\dots \}}{\displaystyle f(k;r,p)\equiv \Pr(X=k)=}     | {\displaystyle {\binom {k+r-1}{k}}p^{k}(1-p)^{r}}                             |
| {\displaystyle k} sukcesów, przy danych {\displaystyle r} porażkach                                     | dla {\displaystyle k\in \{0,1,2,\dots \}}{\displaystyle f(k;r,p)\equiv \Pr(X=k)=}     | {\displaystyle {\binom {k+r-1}{r-1}}p^{k}(1-p)^{r}} (wariant opisany powyżej) |
| {\displaystyle k} sukcesów, przy danych {\displaystyle r} porażkach                                     | dla {\displaystyle k\in \{0,1,2,\dots \}}{\displaystyle f(k;r,p)\equiv \Pr(X=k)=}     | {\displaystyle {\binom {n-1}{k}}p^{k}(1-p)^{r}}                               |
| {\displaystyle n} prób, przy danych {\displaystyle r} porażkach                                         | dla {\displaystyle n\in \{r,r+1,r+2,\dots \}}{\displaystyle f(n;r,p)\equiv \Pr(X=n)=} |                                                                               |
| {\displaystyle n} prób, przy danych {\displaystyle r} porażkach                                         | dla {\displaystyle n\in \{r,r+1,r+2,\dots \}}{\displaystyle f(n;r,p)\equiv \Pr(X=n)=} | {\displaystyle {\binom {n-1}{r-1}}p^{n-r}(1-p)^{r}}                           |
| {\displaystyle n} prób, przy danych {\displaystyle r} porażkach                                         | dla {\displaystyle n\in \{r,r+1,r+2,\dots \}}{\displaystyle f(n;r,p)\equiv \Pr(X=n)=} | {\displaystyle {\binom {n-1}{n-r}}p^{n-r}(1-p)^{r}}                           |
| {\displaystyle r} porażek, przy danych {\displaystyle k} sukcesach                                      | dla {\displaystyle r\in \{0,1,2,\dots \}}{\displaystyle f(r;k,p)\equiv \Pr(X=r)=}     | {\displaystyle {\binom {k+r-1}{r}}p^{k}(1-p)^{r}}                             |
| {\displaystyle r} porażek, przy danych {\displaystyle k} sukcesach                                      | dla {\displaystyle r\in \{0,1,2,\dots \}}{\displaystyle f(r;k,p)\equiv \Pr(X=r)=}     | {\displaystyle {\binom {k+r-1}{k-1}}p^{k}(1-p)^{r}}                           |
| {\displaystyle r} porażek, przy danych {\displaystyle k} sukcesach                                      | dla {\displaystyle r\in \{0,1,2,\dots \}}{\displaystyle f(r;k,p)\equiv \Pr(X=r)=}     | {\displaystyle {\binom {n-1}{r}}p^{k}(1-p)^{r}}                               |
| {\displaystyle n} prób, przy danych {\displaystyle k} sukcesach                                         | dla {\displaystyle n\in \{k,k+1,k+2,\dots \}}{\displaystyle f(n;k,p)\equiv \Pr(X=n)=} |                                                                               |
| {\displaystyle n} prób, przy danych {\displaystyle k} sukcesach                                         | dla {\displaystyle n\in \{k,k+1,k+2,\dots \}}{\displaystyle f(n;k,p)\equiv \Pr(X=n)=} | {\displaystyle {\binom {n-1}{k-1}}p^{k}(1-p)^{n-k}}                           |
| {\displaystyle n} prób, przy danych {\displaystyle k} sukcesach                                         | dla {\displaystyle n\in \{k,k+1,k+2,\dots \}}{\displaystyle f(n;k,p)\equiv \Pr(X=n)=} | {\displaystyle {\binom {n-1}{n-k}}p^{k}(1-p)^{n-k}}                           |
| {\displaystyle k} sukcesów, przy danych {\displaystyle n} próbach (rozkład dwumianowy – dla porównania) | dla {\displaystyle k\in \{0,1,2,\dots ,n\}}{\displaystyle f(k;n,p)\equiv \Pr(X=k)=}   | {\displaystyle {\binom {n}{k}}p^{k}(1-p)^{r}}                                 |

Wzór można także rozszerzyć dla niecałkowitych wartości {\displaystyle r} z użyciem funkcji gamma, np.:
{\displaystyle {\begin{aligned}f(r,k,p)&={\frac {(k+r-1)!}{k!\;(r-1)!}}\;p^{r}\,(1-p)^{k}\\&={k+r-1 \choose r-1}\;p^{r}\,(1-p)^{k}\!\\&={\frac {\Gamma (r+k)}{k!\,\Gamma (r)}}\,p^{r}\,(1-p)^{k}\end{aligned}}}
opisuje, jakie jest prawdopodobieństwo, że czas oczekiwania na {\displaystyle r}-ty sukces będzie wynosił {\displaystyle k+r.}